# 希瑟·奥赖利
希瑟·奥赖利（英語：Heather O'Reilly，1985年1月2日—），美国女子足球运动员，场上位置是中场。她曾代表美国国家队参加2004年、2008年和2012年夏季奥林匹克运动会足球比赛，获得三枚金牌。